# Гідросульфат натрію
Гідросульфат на́трію або бісульфат натрію — хімічна речовина, кисла сіль натрію і сульфатної кислоти з хімічною формулою NaHSO4.

## Фізичні властивості
- Гідросульфат натрію утворює безбарвні кристали
- Кристалогідрат гідросульфат натрію — безбарвні гігроскопічні кристали

## Отримання
У лабораторних умовах можна отримати за такою реакцією:
- {\displaystyle {\mbox{NaOH}}}(розв.) {\displaystyle +{\mbox{SO}}_{2}\longrightarrow {\mbox{NaHSO}}_{4}}

Гідросульфат натрію отримують дією надлишком концентрованої сірчаної кислоти на їдкий натр:
{\displaystyle {\mathsf {NaOH+H_{2}SO_{4}\ {\xrightarrow {\ }}\ NaHSO_{4}+H_{2}O}}}
У промисловості:
{\displaystyle {\mbox{Na}}_{2}{\mbox{S}}_{2}{\mbox{O}}_{5}+{\mbox{H}}_{2}{\mbox{O}}{\xrightarrow {>80^{o}C}}2{\mbox{NaHSO}}_{4}}

## Хімічні властивості
- При нагріванні гідросульфат натрію переходить в піросульфат натрію:

{\displaystyle {\mathsf {2NaHSO_{4}\ {\xrightarrow {250^{o}C}}\ Na_{2}S_{2}O_{7}+H_{2}O}}}
- в лужному середовищі гідросульфат натрію переходить в сульфат:

{\displaystyle {\mathsf {NaHSO_{4}+NaOH\ {\xrightarrow {\ }}\ Na_{2}SO_{4}+H_{2}O}}}
- При високих температурах гідросульфат натрію взаємодіє з солями:

{\displaystyle {\mathsf {NaHSO_{4}+NaCl\ {\xrightarrow {450-800^{o}C}}\ Na_{2}SO_{4}+HCl\uparrow }}}
і оксидами :
{\displaystyle {\mathsf {2NaHSO_{4}+CuO\ {\xrightarrow {450^{o}C}}\ CuSO_{4}+Na_{2}SO_{4}+H_{2}O\uparrow }}}
- Має відбілюючі властивості; добре розчиняється у воді.
- Взаємодіє з хлоратом калію з бурхливим виділенням сірководню. Виділення газу свідчить про проходження хімічної реакції

{\displaystyle {\mbox{KClO}}_{3}+{\mbox{NaHSO}}_{4}\longrightarrow {\mbox{KNaSO}}_{4}+{\mbox{HClO}}_{3}}
{\displaystyle {\mbox{HClO}}_{3}+4{\mbox{NaHSO}}_{4}\longrightarrow 3{\mbox{NaHSO}}_{4}+{\mbox{H}}_{2}{\mbox{SO}}_{3}+{\mbox{NaCl}}}

## Застосування
- Як реагент для переводу важкорозчинних оксидів в розчинні сульфати;
- як харчова добавка E514.
- у вигляді порошку чи гранул як реагент, який знижує рівень pH в басейнах;
- гідросульфат натрію використовують в більшості експортованих вин для запобігання окисненню та збереження смаку;
- в дуже великих дозах може викликати алергічні реакції.